# Hohe Brücke (St. Georgenberg)
Die Hohe Brücke ist ein einzigartiges Bauwerk aus der Zeit des mittelalterlichen massenhaften Pilgerandrangs zum Kloster und Wallfahrtsort St. Georgenberg in Tirol. Sie überspannt in gut 40 m Höhe die Schlucht des Georgenbachs und bietet die einzige Möglichkeit, das Kloster und den Wallfahrtsort ohne Klettern zu erreichen.
Die jetzige Steinbogenbrücke, deren Unterbau spätestens 1497 beim Neubau nach einem Brand gemauert wurde, wird von einer hölzernen etwa 50 Meter langen Balkenkonstruktion überhöht. 1515 wurde ein Torhaus gebaut, das jedoch 1689 von einer Lawine zerstört wurde. Bereits auf Ansichten, die um die Mitte des 17. Jahrhunderts geschaffen wurden, wird die Brücke als überdacht und mit Schindeln gedeckt dargestellt.
Nach einem verheerenden Waldbrand, der am 31. Oktober 1705 das damalige Bergkloster für dreißig Jahre auslöschte und einen neuen Klosterbau im Tal gleichsam erzwang, bekam der Schwazer Zimmermeister Michael Lentner den Auftrag zu einer neuen Holzkonstruktion, die er 1709 fertigstellte.
Ein letzter Umbau des Torhauses, erforderlich nach einem Brand 1819, wurde in neugotischem Stil ausgeführt. Die 13,5 % ansteigende und merklich geschwungene Brücke hat eine Fahrbahnbreite von 4,8 m und eine Durchfahrtshöhe von 2,8 m, darf jedoch nicht allgemein befahren werden: Der Parkplatz Weng für Besucher des Wallfahrtsortes befindet sich in drei Kilometer Entfernung.
Für die vom Bundesdenkmalamt beaufsichtigte Restaurierung der Hohen Brücke wurde 2004 der Europa Nostra Award vergeben.

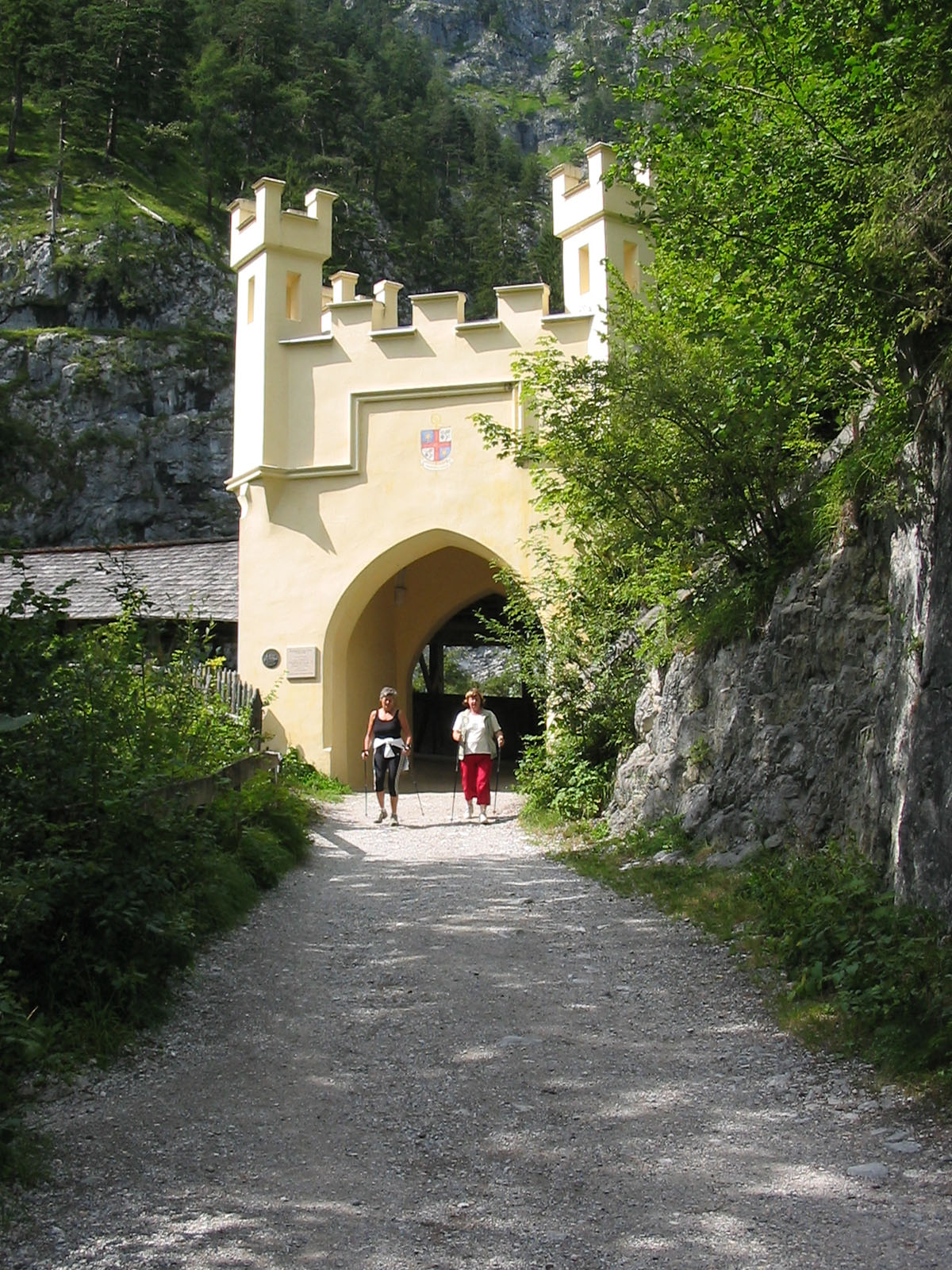
Torhaus, vom Tal her
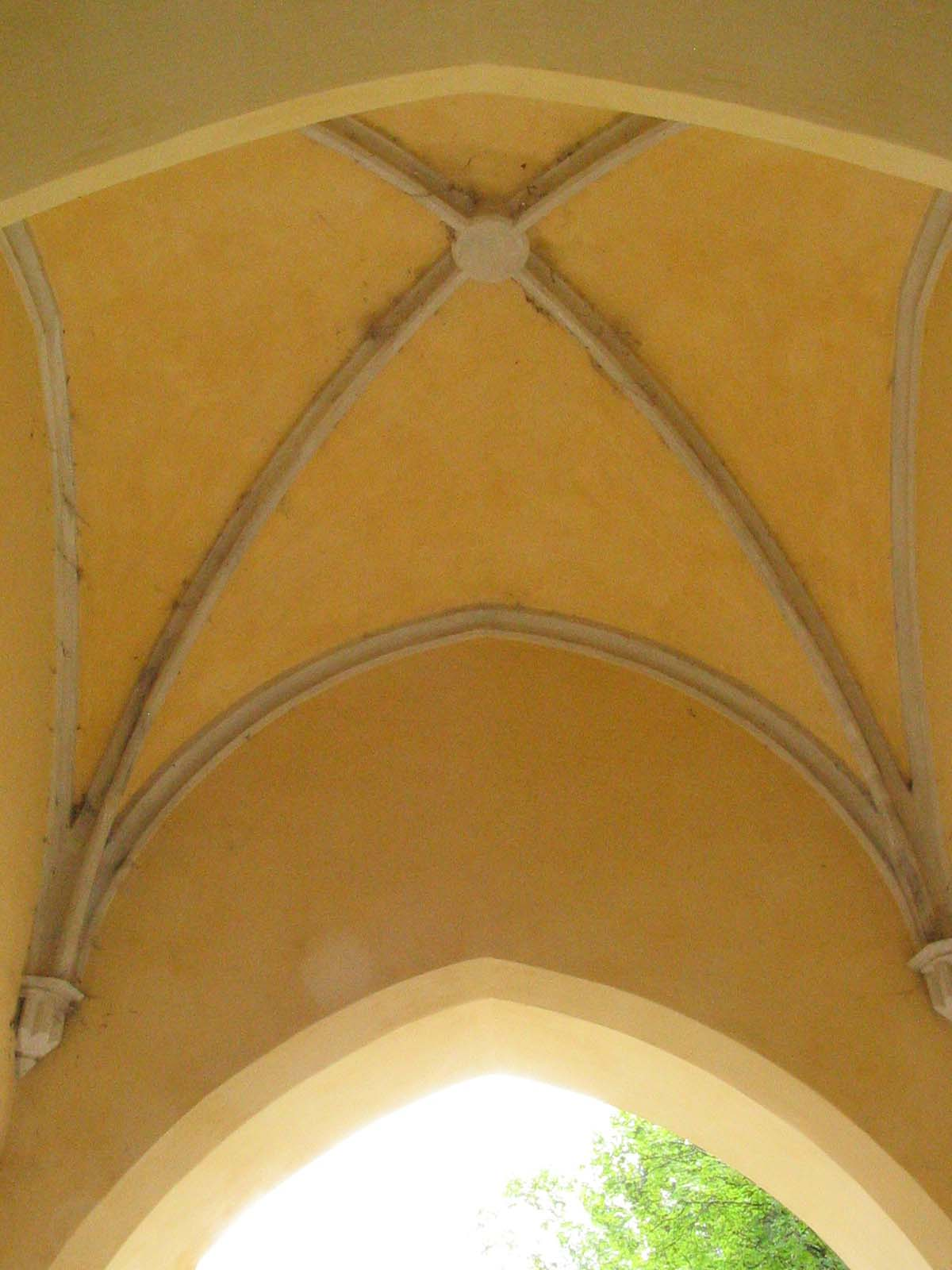
Gotisches Spitzbogengewölbe
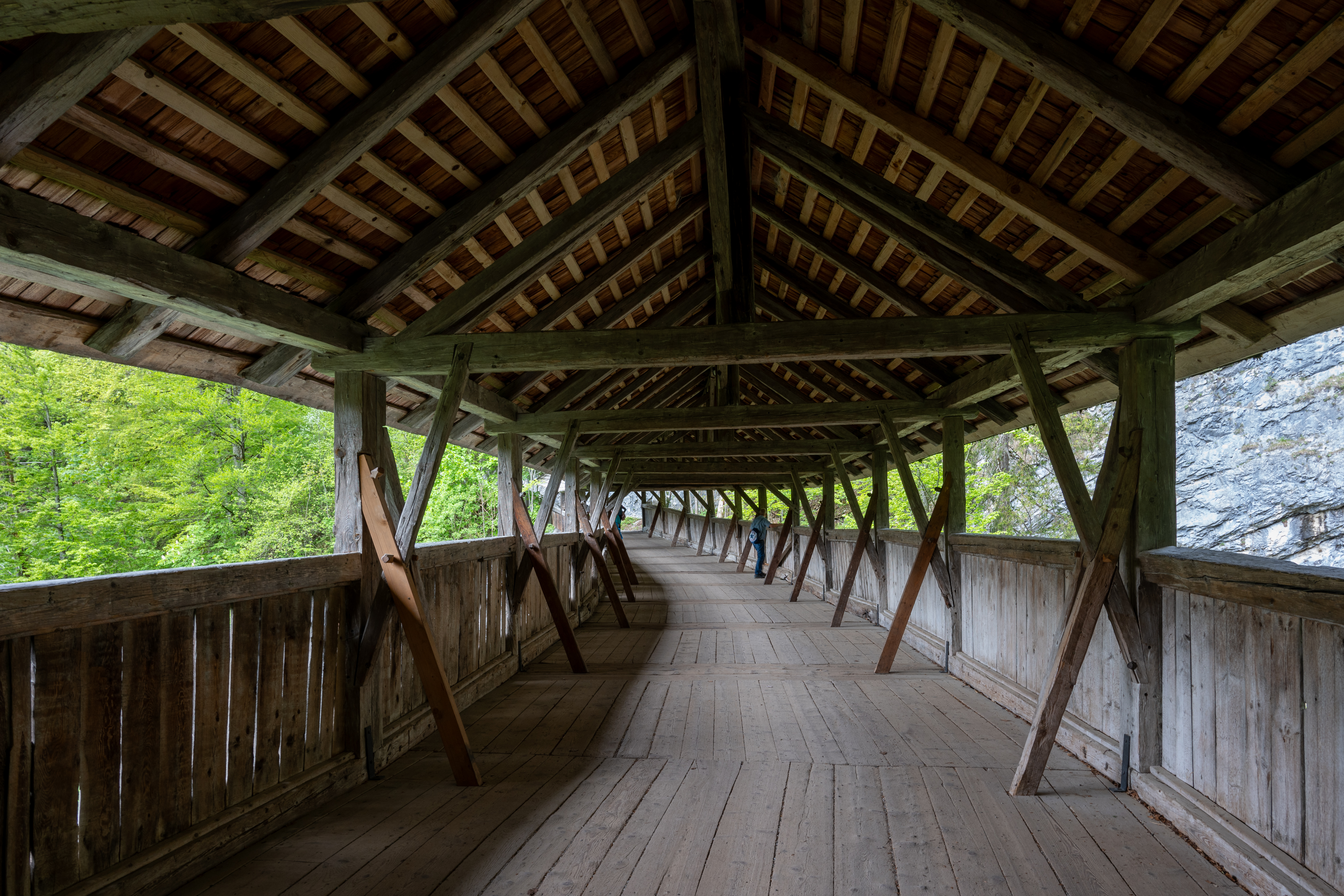
Dachkonstruktion
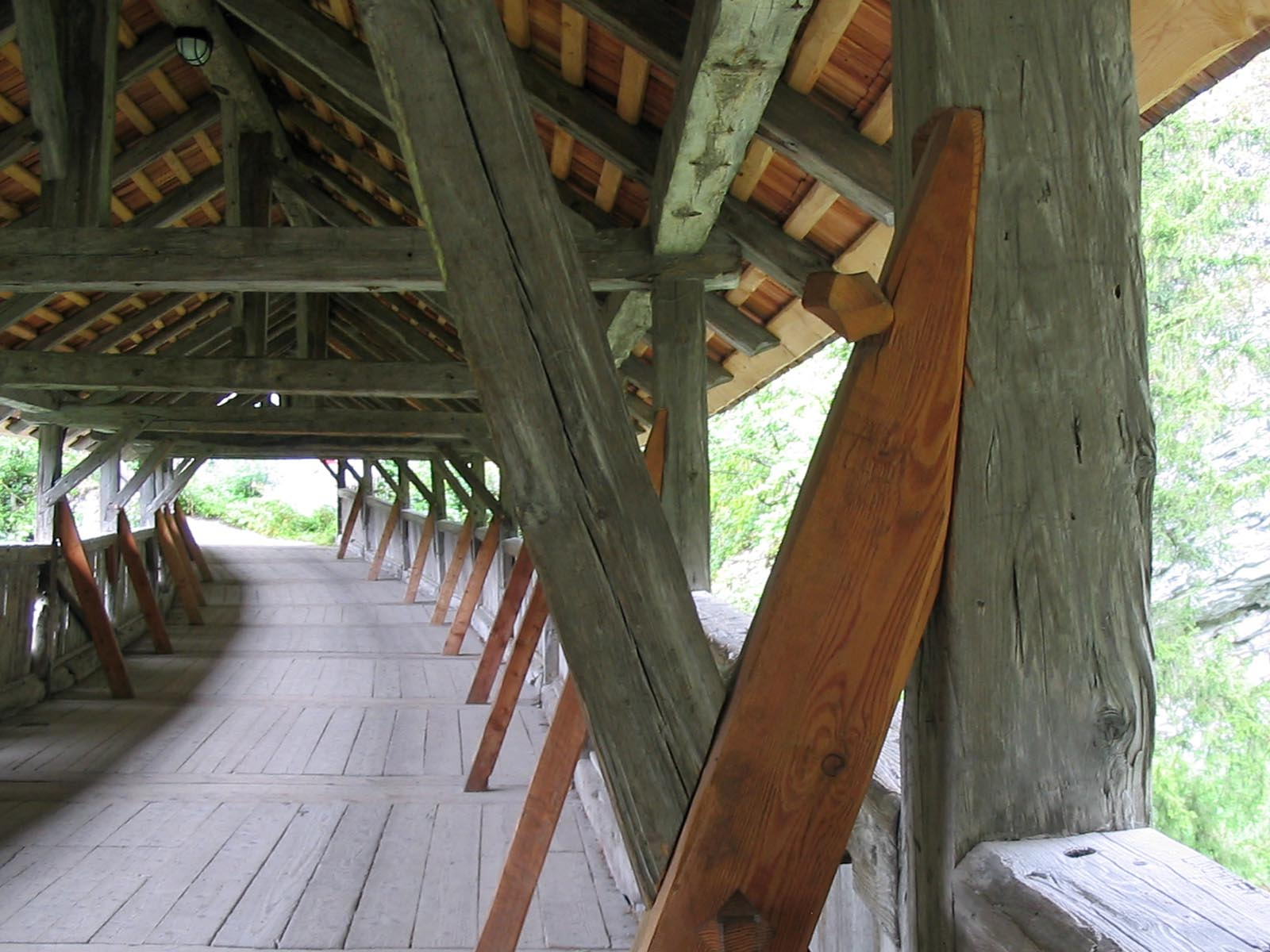
Detail: Holznägel
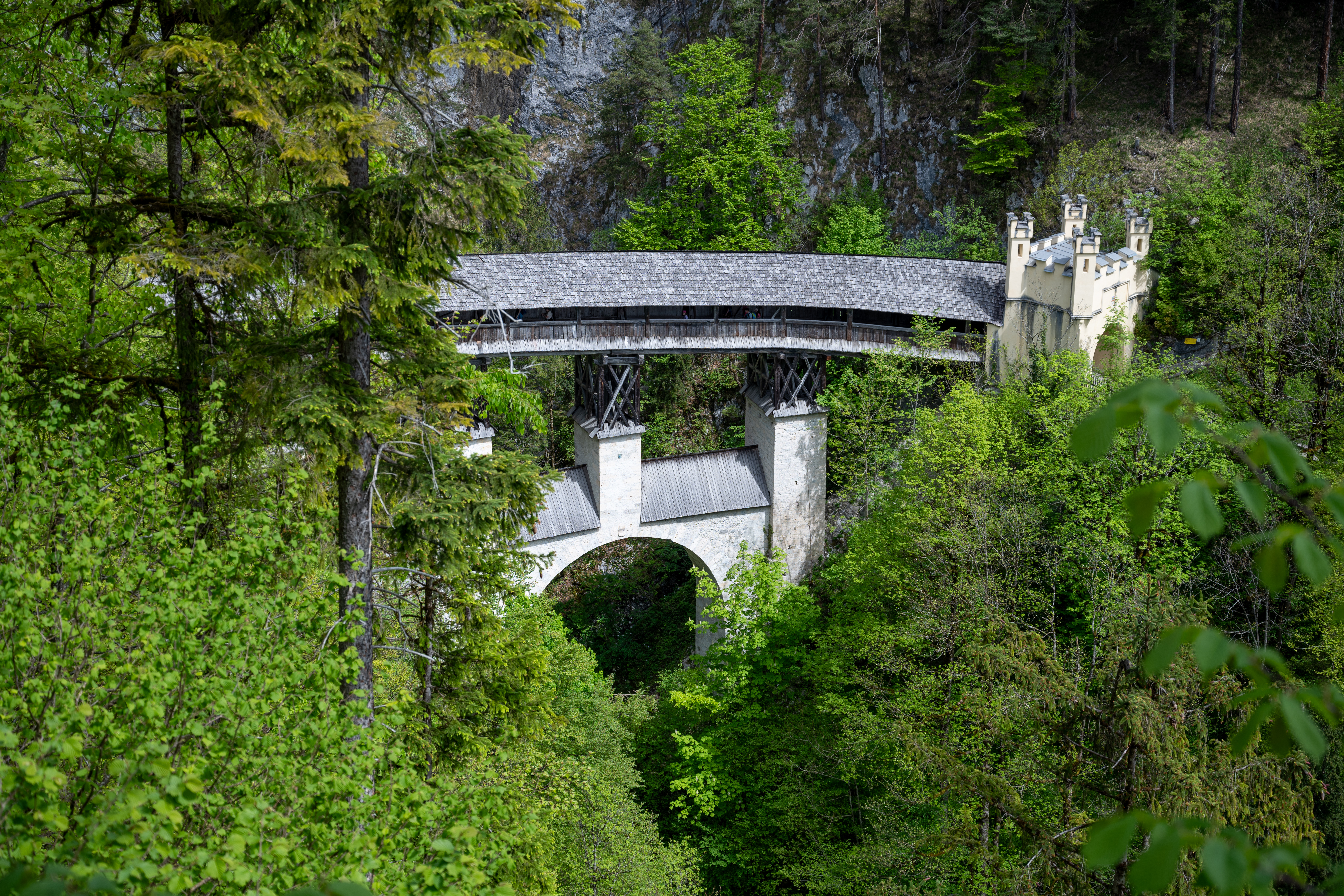
… vom Georgenberg aus
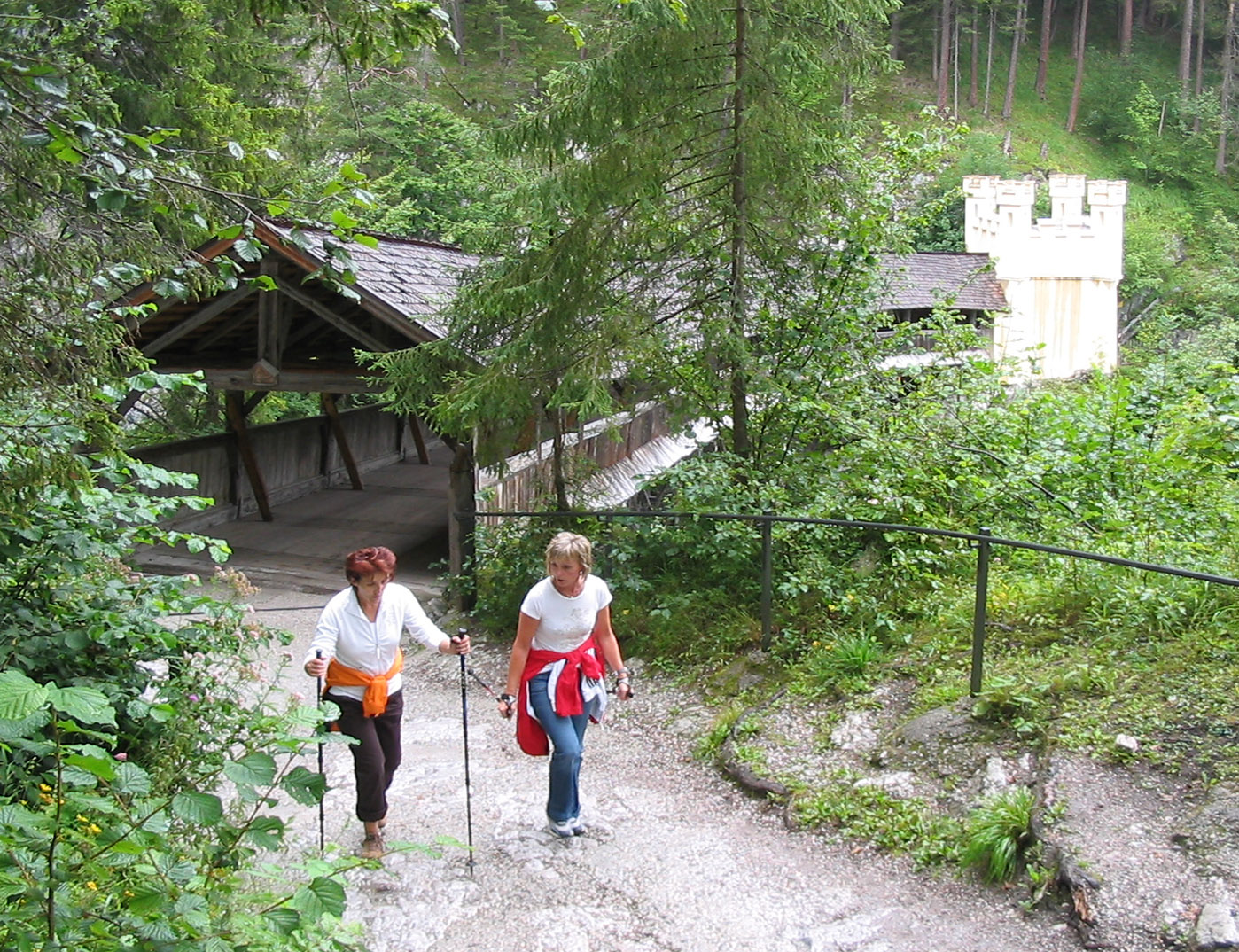
Pilgerinnen wandern dem Wallfahrtsort zu
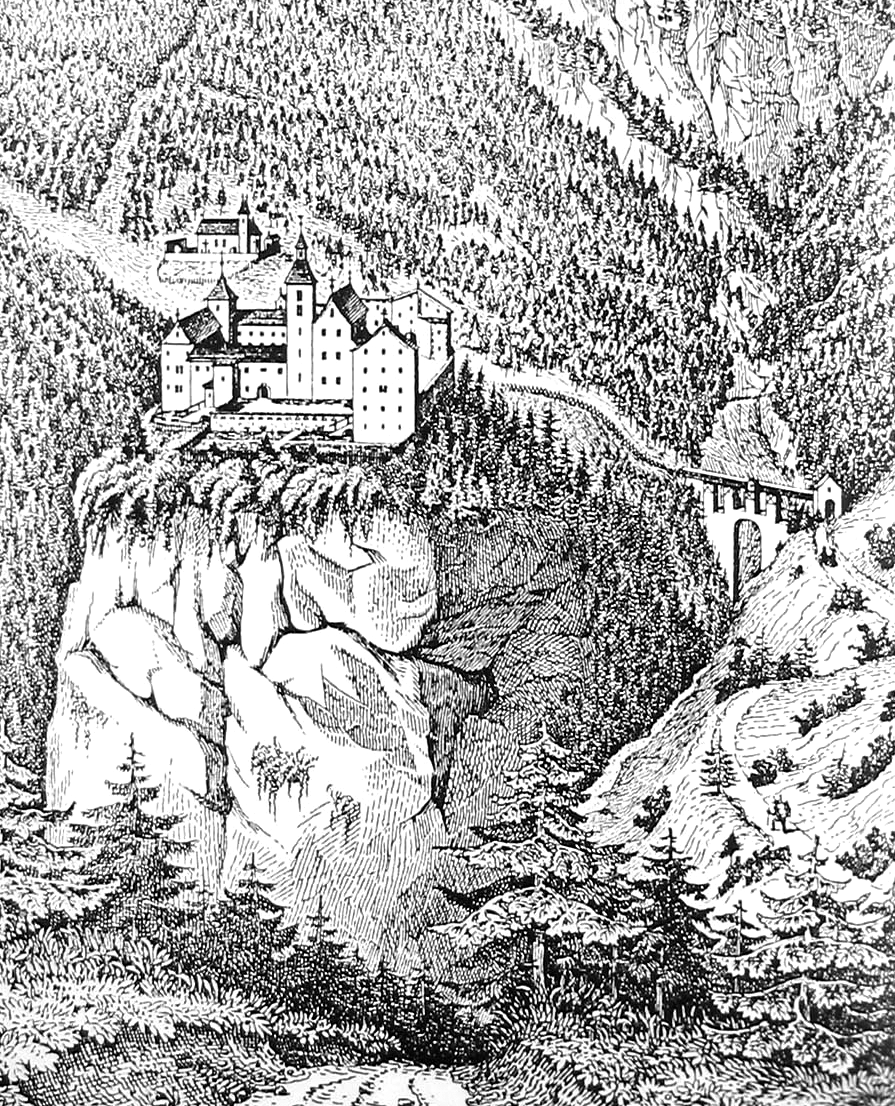
… um 1688
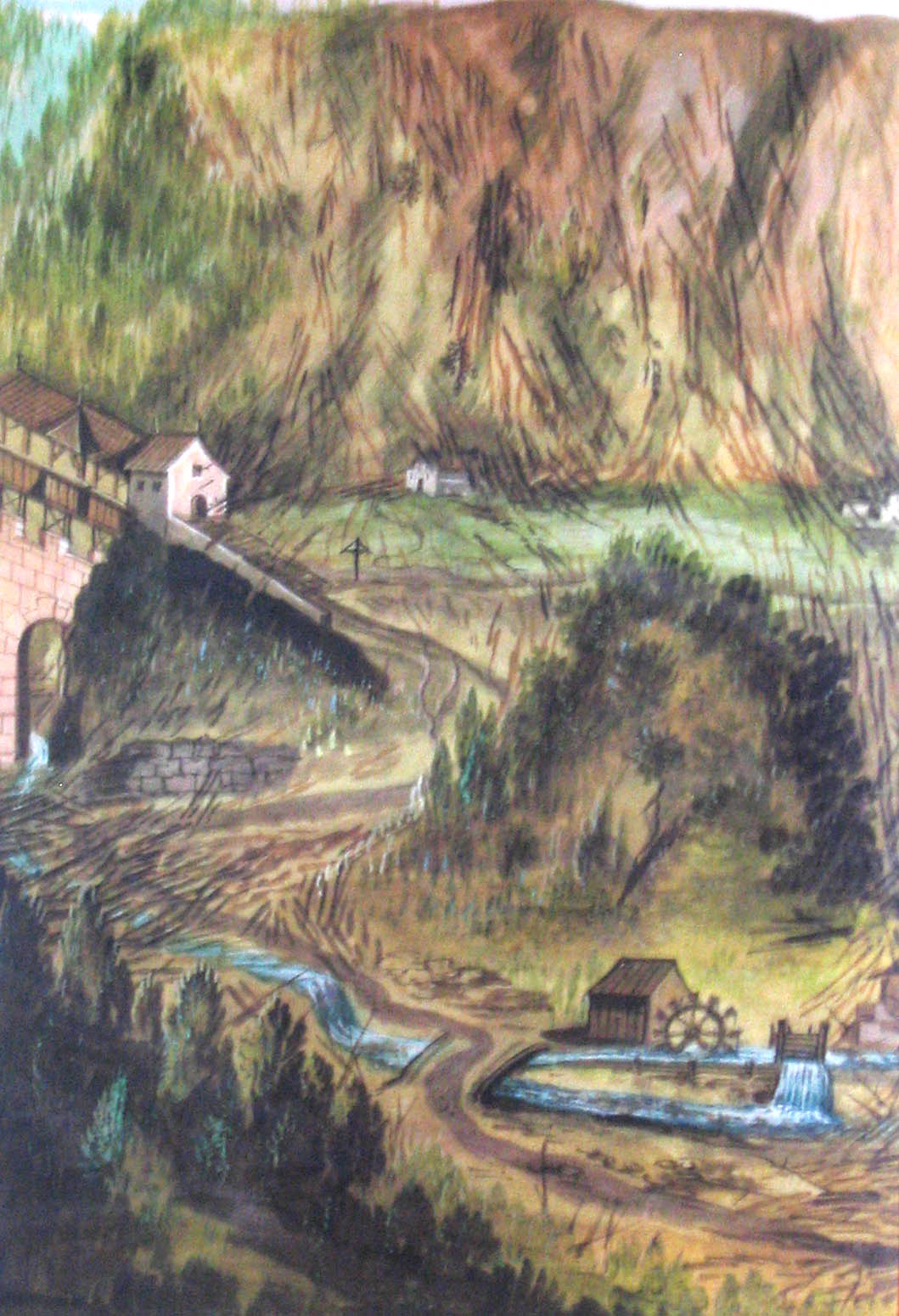
Nach der Lawine 1689
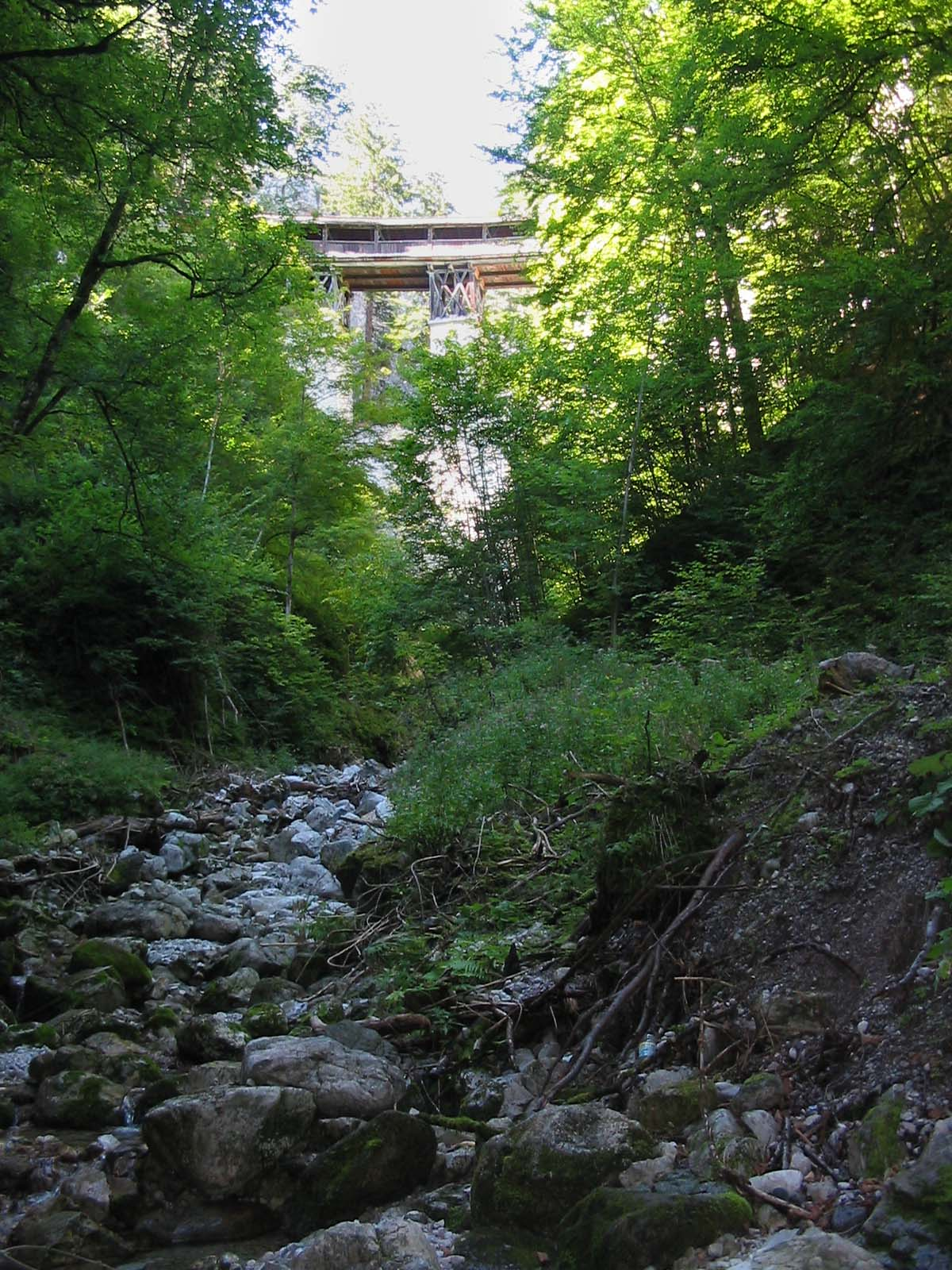
Hohe Brücke vom Georgenbach aus